# Rede Europeia das Migrações
A Rede Europeia das Migrações (REM) é uma rede financiada pela UE, criada com o objectivo de fornecer informação actualizada, objectiva, fiável e comparável sobre migração e asilo para as Instituições da União Europeia, bem como para as autoridades e instituições do Estados-membros da União Europeia, tendo em vista, o apoio à elaboração de políticas europeias nesses domínios. Tem, igualmente, como objectivo disponibilizar essa informação ao público em geral. A REM foi estabelecida pela Decisão do Conselho Europeu 2008/381/CE adoptada a 14 de Maio de 2008.

## Objectivos
A necessidade dos Estados-Membros trocarem informações sobre todos os aspectos da migração, e de contribuir para uma política comum de imigração e asilo foi inicialmente identificada no Conselho Europeu de Laeken (2001), e confirmada no Conselho Europeu de Salónica (2003), ano em que a REM foi lançada como projecto-piloto. O Programa de Haia reforçou a necessidade de análise comum dos fenómenos migratórios e o Programa de Estocolmo, que lhe sucedeu, contém diversas orientações para uma melhor comparabilidade e troca de informações entre os Estados-Membros, abrangendo um conjunto alargado de desenvolvimentos políticos no domínio da imigração e asilo. Foi neste contexto que, em 2008, a Rede Europeia das Migrações foi criada.

## Estrutura e organização da Rede
A REM é coordenada pela Comissão Europeia sob a responsabilidade da Direcção-Geral dos Assuntos Internos, e em cooperação com os Pontos de Contacto Nacionais (PCN REM) nomeados por cada Estado-Membro, e pela Noruega. Os PCN são compostos por representantes, entre outros, dos Ministérios da Administração Interna e da Justiça, institutos de investigação, organizações não-governamentais e representações nacionais de uma organização internacional. Cada PCN, por sua vez, coordena uma rede nacional composta por organizações e pessoas activas no domínio da migração e asilo. A REM é supervisionada por um Comité Director, presidido pela Comissão, e composto por um representante de cada um dos 26 Estados-Membros que participam na adopção da decisão do Conselho 2008/381/CE, e ainda pela Dinamarca,Parlamento Europeu e Noruega com o estatuto de observadores.

## Relatórios, estudos e outras publicações
A REM produz Relatórios Anuais, bem como estudos sobre temas relevantes no domínio da imigração e asilo. Os relatórios e os estudos são baseados em informações produzidas ou recolhidas pelos membros da rede a nível nacional, a qual é sintetizada com vista a fornecer uma perspectiva comparativa ao nível da UE. A REM tem também um sistema de consultas ad hoc para uso de seus membros e desenvolveu também um glossário de termos de imigração e asilo, com o objectivo de incorporá-lo na Terminologia Interactiva para Europa (IATE)
Desde 2009, a REM reporta os progressos alcançados no que respeita aos compromissos incluídos no método de acompanhamento para monitorizar a implementação do Pacto Europeu sobre Imigração e Asilo, aprovado no Conselho Europeu de Outubro de 2008. Os trabalhos da REM foram também mencionados no Plano de Acção da Comissão sobre Menores Desacompanhados adoptado em Maio de 2010, que utiliza as informações contidas no relatório "Políticas de acolhimento, integração e retorno de menores desacompanhados", concluído em 2009.
A REM trabalha em estreita colaboração com outras organizações activas no domínio do asilo e da imigração, tanto no seio das instituições da UE como fora dele, em particular no que respeita a estudos e a questões políticas específicas. Estas organizações incluem o Eurostat e a Direcção-Geral da Investigação e da Inovação da Comissão Europeia, a Agência dos Direitos Fundamentais da União Europeia (FRA), Eurocities, o Centro de Estudos de Política Europeia e o Gabinete Europeu de Apoio em matéria de Asilo (EASO).

## Próximos passos
Uma avaliação externa e independente sobre a evolução da REM teve início em 2010 e foi concluída no final de 2011. O resultado da avaliação foi globalmente positiva, tendo sido identificadas algumas áreas onde a REM poderia melhorar, ainda mais, o seu apoio na formulação de políticas. Estes elementos já foram tidos em conta no relatório da Comissão sobre a evolução da REM e o seu futuro.

## O Ponto de contacto nacional em Portugal
O Serviço de Estrangeiros e Fronteiras, organismo do Ministério da Administração Interna, constitui o Ponto de Contacto Nacional Português para a Rede Europeia das Migrações.